# Consell Comarcal de la Garrotxa
El Consell Comarcal de la Garrotxa és una administració pública d'àmbit local que escull de manera indirecta els seus membres d'acord amb els resultats de les eleccions municipals. Té la seu a l'Avinguda Onze de Setembre, 22 de la ciutat d'Olot, capital de la comarca. Es va constituir el 9 de març de 1988 amb l'objectiu de donar suport, principalment als municipis de poca població, en la prestació de serveis supramunicipals, principalment en àrees com el Benestar Social, la Cooperació Municipal, el Medi Ambient i la Promoció Econòmica.

## Història
Ja abans de l'existència del Consell Comarcal, la Garrotxa s'havia organitzat per mancomunar serveis, mitjançant la creació de dos organismes supramunicipals, la Mancomunitat Intermunicipal de la Garrotxa i el Consell Comarcal de Muntanya el 1983. El 1987 es va publicar la llei de l'organització comarcal de Catalunya i un any després, el 9 de març de 1988, a les 12 del migdia, es va constituir el Consell Comarcal de la Garrotxa com a tal. Amb el nou consell comarcal, van desaparèixer els organismes previs.
Durant la seva existència, el Consell Comarcal ha treballat per les millores d'infraestructures i comunicacions i en el foment de serveis socials.
Per celebrar els seus 30 anys, el va celebrar un acte a la Sala El Torín, d'Olot, on Carles Ramió, catedràtic de Ciències Polítiques i de l'Administració de la Universitat Pompeu Fabra, va oferir la conferència Els reptes de futur de l'administració local i el paper de les comarques.
El 2019 va prendre possessió del càrrec l'alcalde de la Vall de Bianya, Santi Reixach, amb el suport de 23 vots a favor (Junts i ERC), un vot nul de la CUP i un en blanc del PSC. L'1 d'agost de 2023 va revalidar el càrrec, aquesta vegada amb 20 vots de Junts, el vot d'Estimem les Planes i 7 d'ERC.

## Presidents
- Isabel Brussosa (1988-1999)
- Miquel Noguer (1999-2006)
- Joan Espona (2006-2019)
- Santi Reixach i Garriga (2019-)[3]

## Ple
El Ple del Consell Comarcal és un òrgan de govern col·legiat que, sota la presidència del President o del Vicepresident/a que legalment el substitueixi, és integrat pels 25 consellers com a membres de ple dret. Les atribucions i competències del Ple estan determinades pel text refós de la Llei d’organització comarcal i pel Reglament Orgànic Comarcal. Al Ple li correspon aprovar la seva pròpia composició i organització, així com els pressupostos de cada exercici i la plantilla de personal. També ha d’aprovar els plans comarcals i les formes de gestió dels serveis i els expedients per a l’exercici de les diferents activitats. És en aquest mateix òrgan on es controla i fiscalitza la gestió dels diferents òrgans de govern amb competències delegades pel mateix Ple o pel Reglament Orgànic Comarcal.

## Arxiu
El Consell Comarcal disposa d'un Servei de Gestió Documental i Arxiu propi, l'Arxiu del Consell Comarcal de la Garrotxa, que s'encarrega de la gestió i l’organització de la documentació produïda o rebuda pel Consell Comarcal i per altres organismes que en depenen. Dona servei als municipis de la comarca i hi coopera per tal que compleixin els requeriments exigits per la llei. El 2009 es va signar un conveni entre el Departament de Cultura, el Consell Comarcal i l'Ajuntament d'Olot, que permet que la documentació inactiva i semiactiva del Consell es conservi a la seu de l'Arxiu Comarcal. Entre els seus fons, s'inclou informació de la Mancomunitat Intermunicipal de la Garrotxa, el Consell Comarcal de Muntanya de la Garrotxa, el Consorci de Medi Ambient i Salut Pública de la Garrotxa (SIGMA), el Consorci d’Acció Social de la Garrotxa (CASG), el Consorci Geriàtric de la Garrotxa, l'Associació la Garrotxa, Terra d’Acolliment Turístic i els fons de l’administració local de la comarca.